# 5685 Sanenobufukui
5685 Sanenobufukui (1990 XA) là một tiểu hành tinh vành đai chính được phát hiện ngày 8 tháng 12 năm 1990 bởi T. Nomura và K. Kawanishi ở Minami-Oda.